# Iwan Iliew
Iwan Gospodinow Iliew (bułg. Иван Господинов Илиев; ur. 16 listopada 1955 we wsi Generał Toszewo) – bułgarski piłkarz grający na pozycji obrońcy. W swojej karierze rozegrał 21 meczów i strzelił 1 gola w reprezentacji Bułgarii.

## Kariera klubowa
Całą swoją karierę piłkarską Iliew spędził w klubie Sławia Sofia. W sezonie 1974/1975 zadebiutował w nim w pierwszej lidze bułgarskiej. W debiutanckim sezonie zdobył ze Sławią Puchar Bułgarii. W sezonie 1979/1980 wywalczył wicemistrzostwo Bułgarii oraz swój drugi w karierze puchar tego kraju. W zespole Sławii grał do końca sezonu 1984/1985.

## Kariera reprezentacyjna
W reprezentacji Bułgarii Iliew zadebiutował 21 września 1977 roku w wygranym 3:1 meczu Pucharu Bałkanów z Turcją, rozegranym w Sofii. Grał m.in. w: eliminacjach do Euro 80 i do MŚ 1982. Od 1977 do 1982 rozegrał w kadrze narodowej 21 meczów i strzelił w nich 1 gola.